# Куммеров, Йохен
Йохен Куммеров (нем. Jochen Kummerow; 15 апреля 1927 года, Германия — Корваллис, Орегон, 13 июля 2004 года), работал с 1957 года ботаником и физиологом растений в Сантьяго-де-Чили, впоследствии (с 1973 года) до своей отставки в 1990 году в Сан-Диего, штат Калифорния

## Таксоны, названные в честь Куммеровa
Harpacticoida Macrothricidae
Moraria kummeroworum Ebert & Noodt, 1975 напоминает вам